# ترانه‌شناسی فرزاد فرزین
فرزاد فرزین (زادهٔ ۳ تیر ۱۳۶۰) خواننده و بازیگر ایرانی است. او کار موسیقی را به صورت رسمی از سال ۱۳۷۸ آغاز کرد و در حال حاضر ۷ آلبوم رسمی دارد. این صفحه به ترانه‌شناسی آثار فرزاد فرزین می‌پردازد.

## آلبوم‌ها
| شماره | نام      | تاریخ انتشار  | منبع  | ژانر |
| ----- | -------- | ------------- | ----- | ---- |
| ۱     | شراره    | تیر ۱۳۸۳      | [ ۲ ] | پاپ  |
| ۲     | شوک      | ۱۳۸۷          | [ ۳ ] | پاپ  |
| ۳     | شانس     | ۸ اسفند ۱۳۸۸  | [ ۴ ] | پاپ  |
| ۴     | شلیک     | ۱۲ اسفند ۱۳۹۰ | [ ۵ ] | پاپ  |
| ۵     | شخصی     | ۲۱ بهمن ۱۳۹۲  |       | پاپ  |
| ۶     | شش       | ۹ اسفند ۱۳۹۴  | [ ۶ ] | پاپ  |
| ۷     | شانزلیزه | ۱۳۹۶          | [ ۷ ] | پاپ  |

### شراره
شراره اولین آلبوم فرزاد فرزین است که تیر ۱۳۸۳ توسط انتشارات نوای رامشه منتشر شد. این آلبوم توسط آهنگسازی یاشار صباحی و فرزاد فرزین ساخته شده‌است.

### شوک
شوک دومین آلبوم رسمی فرزاد فرزین است که مهرماه ۱۳۸۷ توسط انتشارات ایران گام منتشر شد. این آلبوم به آهنگسازی فرزاد فرزین ساخته شده‌است.

### شانس
شانس سومین آلبوم رسمی فرزاد فرزین است که در سال ۱۳۸۸ منتشر شد. این آلبوم به آهنگسازی حامدهاکان و فرزاد فرزین ساخته شده‌است.

### شلیک
شلیک، چهارمین آلبوم رسمی فرزاد فرزین است که در اسفند ۱۳۹۰ توسط انتشارات آوای هنر منتشر شد. این آلبوم به آهنگسازی فرزاد فرزین، مجید رسایی، انوشیروان تقوی و عباس لطیفی ساخته شده‌است. این آلبوم شامل ۱۱ قطعه است.

### شخصی
شخصی پنجمین آلبوم رسمی فرزاد فرزین، خواننده و ترانه‌سرای ایرانی است که در ۲۱ بهمن ۱۳۹۲ توسط مؤسسه رویال هنر پارس منتشر شد. این آلبوم شامل ۱۴ قطعه است. (۱۲ قطعه فارسی و ۲ قطعه انگلیسی)
آلبوم شخصی در جشنواره موسیقی ما در سال ۱۳۹۲ جایزه بهترین آلبوم سال از نگاه مردم را دریافت کرد.

### شش
شش، ششمین آلبوم رسمی فرزاد فرزین است که در اسفند ۱۳۹۴ توسط انتشارات آوای دوران منتشر شد. شش به آهنگسازی فرزاد فرزین و علیرضا افشار ساخته شده‌است و شامل ۱۲ قطعه است.

### شانزلیزه
شانزلیزه هفتمین آلبوم رسمی فرزاد فرزین، خواننده و ترانه‌سرای ایرانی است که در ۲۲ اسفند ۱۳۹۶ توسط مؤسسه آوای دوران منتشر شد. این آلبوم شامل ۱۳ قطعه است.

### همکاری با دیگر هنرمندان
| شماره | نام       | تاریخ انتشار | منبع   | ژانر |
| ----- | --------- | ------------ | ------ | ---- |
| ۱     | خاص       | ۱۳۹۰         | [ ۱۸ ] | پاپ  |
| ۲     | دلصدا     | ۱۳۹۰         | [ ۱۹ ] | پاپ  |
| ۳     | منو بشناس | ۱۴۰۰         | [ ۲۰ ] | پاپ  |

#### خاص
آلبوم خاص اثری از محسن چاوشی، فرزاد فرزین، علی اصحابی، شهاب رمضان، بابک جهانبخش، پیام صالحی، مهدی مدرس، مازیار فلاحی و رضا یزدانی است که در سال ۱۳۹۰ منتشر شد. فرزاد فرزین در این آلبوم قطعه «خیانت» را خوانده است.

#### دلصدا
این آلبوم توسط محسن چاوشی، فریدون آسرایی، فرزاد فرزین، «شهاب رمضان»، بهنام صفوی، مهدی یغمایی و «شاهد صادق‌پور» در سال ۱۳۹۰ ساخته شده است. فرزاد فرزین در این آلبوم قطعه «راه من» را خوانده است.

## تک‌آهنگ‌ها
| سال انتشار | نام                                          | ترانه‌سرا                   | آهنگساز                   | تنظیم‌کننده                      | منبع          |
| ---------- | -------------------------------------------- | -------------------------- | ------------------------- | ------------------------------- | ------------- |
| ۱۴۰۴       | سکوت                                         | منصور فرهادیان             | منصور فرهادیان            | محمد فلاحی                      |               |
| ۱۴۰۴       | ایران                                        | علی ایلیا                  | فرزاد فرزین               | علیرضا افشار                    |               |
| ۱۴۰۳       | فرار                                         | فرزاد فرزین                | فرزاد فرزین و عماد طغرایی | علیرضا افشار                    |               |
| ۱۴۰۳       | قصه ما                                       | فرزاد فرزین                | فرزاد فرزین و عماد طغرایی | احسان احمدی                     |               |
| ۱۴۰۳       | تنها                                         | کسری بختیاریان             | شاهین راستین              | فرید مهاجرپور                   |               |
| ۱۴۰۳       | سقوط                                         | فرزاد فرزین و پیمان زارعی  | فرزاد فرزین و پیمان زارعی | احسان احمدی                     |               |
| ۱۴۰۳       | قطب شمال                                     | فرزاد فرزین                | فرزاد فرزین               | فرزاد فرزین و احسان احمدی       |               |
| ۱۴۰۳       | چشمات                                        | آراز شیرافکن               | عماد طغرایی و فرزین کاتب  | حامد برادران و امید نیکان       |               |
| ۱۴۰۲       | عشق زیاد                                     | آصف اریا                   | Emian                     | بهنام میرزایی                   |               |
| ۱۴۰۲       | تمومش کن                                     | فرزاد فرزین                | فرزاد فرزین               | احسان احمدی و امیرمیلاد نیکزاد  |               |
| ۱۴۰۲       | جواهر                                        | آتوسا کلانتری              | عماد طغرایی               | بهراد شهریاری                   |               |
| ۱۴۰۲       | شبگرد                                        | مهدی ابراهیم نژاد          | مهدی ابراهیم نژاد         | علیرضا افشار                    |               |
| ۱۴۰۲       | آهنگ دو نفره                                 | کسری بختیاری               | فرزاد فرزین               | مهران خلیلی                     | [ ۲۲ ]        |
| ۱۴۰۱       | کوه یخ                                       | امین همه خانی              | امین همه خانی             | امیر میلاد نیکزاد و احسان احمدی | [ ۲۳ ]        |
| ۱۴۰۱       | نقاب (به همراه الیاس یالچینتاش)              | منصور فرهادیان             | منصور فرهادیان            | مهران خلیلی                     | [ ۲۴ ]        |
| ۱۴۰۰       | منو بشناس - با همراهی دیگر خوانندگان         | احمد امیرخلیلی             | فرزاد فرزین               | بهروز صفاریان                   | [ ۲۵ ]        |
| ۱۴۰۰       | نگی که نگفتم                                 | فرزاد فرزین و پدرام شهرابی | فرزاد فرزین               | حامد برادران                    | [ ۲۶ ]        |
| ۱۴۰۰       | ردپا                                         | منصور فرهادیان             | منصور فرهادیان            | علیرضا افشار                    | [ ۲۷ ]        |
| ۱۴۰۰       | تا همیشه                                     | سامی شریف                  | فرزاد فرزین               | میلاد هاشمی                     | [ ۲۸ ]        |
| ۱۴۰۰       | گرگ                                          | نیکان جاوید                | فرزاد فرزین               | تایماز اطاعتی                   | [ ۲۹ ]        |
| ۱۴۰۰       | کارما                                        | آرمن                       | آرمن                      | تایماز اطاعتی                   | [ ۳۰ ]        |
| ۱۴۰۰       | زخم                                          | روزبه بمانی                | فرزاد فرزین               | مهران خلیلی                     | [ ۳۱ ]        |
| ۱۳۹۹       | نفس                                          | فرزاد فرزین                | فرزاد فرزین               | محمد شاکر                       | [ ۳۲ ]        |
| ۱۳۹۹       | جای تو خالیه                                 | علی ایلیا                  | فرزاد فرزین               | مهدی ابراهیمی‌نژاد               | [ ۳۳ ]        |
| ۱۳۹۸       | آتیش                                         | آتوسا کلانتری              | عماد طغرایی               | حامد برادران                    | [ ۳۴ ]        |
| ۱۳۹۸       | بی انتها                                     | حامد رجبی و مسعود محمدی    | فرزاد فرزین عماد طغرایی   | محمد شاکر                       | [ ۳۵ ]        |
| ۱۳۹۸       | آینده                                        | روزبه بمانی                | فرزاد فرزین               | فرزاد فرزین و محمد شاکر         | [ ۳۶ ]        |
| ۱۳۹۸       | مانکن                                        | فرزاد فرزین                | فرزاد فرزین               | فرزاد فرزین و محمد شاکر         | [ ۳۷ ] [ ۳۸ ] |
| ۱۳۹۸       | ای کاش                                       | روزبه بمانی                | فرزاد فرزین               | مهران خلیلی                     | [ ۳۹ ]        |
| ۱۳۹۷       | جذاب                                         | یاحا کاشانی                | عماد طغرایی               | حامد برادران                    | [ ۴۰ ]        |
| ۱۳۹۷       | خرابش کردی                                   | حامد رجبی و مسعودمحمدی     | فرزاد فرزین               | فرزاد فرزین و محمد شاکر         | [ ۴۱ ]        |
| ۱۳۹۷       | حالم بده                                     | آرش ای پی                  | آرش ای پی                 | مسعود جهانی                     | [ ۴۲ ]        |
| ۱۳۹۶       | یه خواهش                                     | روزبه بمانی                | علیرضا افشار              | بهروز علیاری                    | [ ۴۳ ] [ ۴۴ ] |
| ۱۳۹۶       | لعنتی                                        | مهدی ابراهیمی‌نژاد          | مهدی ابراهیمی‌نژاد         | آرتین زمانی                     | [ ۴۵ ]        |
| ۱۳۹۶       | روزای تاریک                                  | حامد رجبی و مسعودمحمدی     | فرزاد فرزین               | فرزاد‌ فرزین و محمد شاکر         | [ ۴۶ ]        |
| ۱۳۹۶       | دیوونه                                       | فرزاد فرزین و ماکان بند    | فرزاد فرزین و ماکان بند   | امیرمیلاد نیکزاد                | [ ۴۷ ]        |
| ۱۳۹۶       | خدا منو ببین                                 | روزبه بمانی                | فرزاد فرزین               | مهران خلیلی                     | [ ۴۸ ]        |
| ۱۳۹۶       | کمک کن (به همراه فریدون آسرایی)              | مونا برزویی                | بابک زرین                 | بهتاش زرین                      | [ ۴۹ ]        |
| ۱۳۹۶       | مرز                                          | روزبه بمانی                | فرزاد فرزین               | مهران خلیلی                     | [ ۵۰ ]        |
| ۱۳۹۵       | نگاه تو                                      | یاحا کاشانی                | میلاد بابایی              | کوشان حداد                      | [ ۵۱ ]        |
| ۱۳۹۵       | عاشقانه                                      | روزبه بمانی                | فرزاد فرزین               | علیرضا افشار                    | [ ۵۲ ]        |
| ۱۳۹۵       | اقیانوس                                      | علی ایلیا                  | میلاد بابایی              | مهران خالصی                     | [ ۵۳ ]        |
| ۱۳۹۵       | چرا تو (ریمیکس)                              | حامد رجبی و مسعودمحمدی     | فرزاد فرزین               | تایماز اطاعتی                   | [ ۵۴ ]        |
| ۱۳۹۵       | تابستونه                                     | علی ایلیا                  | فرزاد فرزین               | محمد شاکر                       | [ ۵۵ ]        |
| ۱۳۹۵       | مدال مردمی                                   | روزبه بمانی                | فرزاد فرزین               | مهران خلیلی                     | [ ۵۶ ]        |
| ۱۳۹۵       | باور کن                                      | فرزاد فرزین                | فرزاد فرزین               | مهران خلیلی و امیرمیلاد نیکزاد  | [ ۵۷ ]        |
| ۱۳۹۵       | اعتراف                                       | مریم حیدرزاده              | فرزاد فرزین               | امیرمیلاد نیکزاد                | [ ۵۸ ]        |
| ۱۳۹۴       | آدمای بعد تو                                 | حامد رجبی و مسعودمحمدی     | علیرضا افشار              | اشکان آبرون                     | [ ۵۹ ]        |
| ۱۳۹۴       | عاشقم باش                                    | یاحا کاشانی                | فرزادفرزین و علی‌رضا افشار | امیرمیلاد نیکزاد                | [ ۶۰ ]        |
| ۱۳۹۳       | فکر تو (ورژن‌جدید)                            | روزبه بمانی                | فرزاد فرزین               | Ali.i.a.n                       | [ ۶۱ ]        |
| ۱۳۹۳       | عاشق (آخرین بازی)                            | فرزاد فرزین                | امیرمیلاد نیکزاد          | پوریا نیاکان                    | [ ۶۲ ]        |
| ۱۳۹۳       | واسه آبروی مردمت بجنگ (با همراهی محسن چاوشی) | روزبه بمانی                | محسن چاوشی                | محسن چاوشی                      | [ ۶۳ ]        |
| ۱۳۹۲       | شوخی                                         | حامد رجبی و مسعود محمدی    | فرزاد فرزین               | امیرمیلاد نیکزاد                | [ ۶۴ ]        |
| ۱۳۹۲       | ماه عسل                                      | روزبه بمانی                |                           | مهران خلیلی                     | [ ۶۵ ]        |
| ۱۳۹۱       | خلیج فارس                                    | روزبه بمانی                |                           | نوید سپهر                       | [ ۶۶ ]        |
| ۱۳۸۹       | کشتی صلح                                     | روزبه بمانی                |                           | فرزاد فتحی                      | [ ۶۷ ]        |
| ۱۳۸۸       | یه کاری کن                                   | فرزاد فرزین                | الیاس شیرزاد              | فرزاد فرزین                     | [ ۶۸ ]        |

## موزیک ویدیوها
| نام          | انتشار | یادداشت | منبع   |
| ------------ | ------ | --- | ------ |
| سکوت         | ۱۴۰۴   | |        |
| فرار         | ۱۴۰۴   | |        |
| بچه          | ۱۴۰۴   | ورژن آنپلاگد |        |
| سقوط         | ۱۴۰۳   | در فیلم قطب شمال؛ قسمت پایانی                                                                                                  |        |
| قطب شمال     | ۱۴۰۳   | برای سریال قطب شمال |        |
| جواهر        | ۱۴۰۲   | با حضور ایمان صفا، بهاره افشاری، حامد آهنگی، حسن معجونی، ساناز سعیدی، گیتی قاسمی، لاله ژافه وند، لیلا اوتادی و ملیکا شریفی نیا |        |
| تمومش کن     | ۱۴۰۲   | اجرای انپلاگد |        |
| چشمات        | ۱۴۰۲   | |        |
| عشق زیاد     | ۱۴۰۲   | |        |
| شبگرد        | ۱۴۰۲   | در فیلم آهنگ دو نفره |        |
| آهنگ دو نفره | ۱۴۰۲   | با حضور احمد مهرانفر، شوک بند در فیلم آهنگ دو نفره                                                                             |        |
| نقاب         | ۱۴۰۱   | با حضور الیاس یالچینتاش |        |
| کوه یخ       | ۱۴۰۱   | |        |
| قلبم         | ۱۴۰۱   | از آلبوم 6 |        |
| منو بشناس    | ۱۴۰۰   | با حضور (هنرمندان مختلف) | [ ۶۹ ] |
| نگی که نگفتم | ۱۴۰۰   | با حضور رضا شفیعی‌جم |        |
| ردپا         | ۱۴۰۰   | |        |
| تا همیشه     | ۱۴۰۰   | با حضور لیندا کیانی |        |
| گرگ          | ۱۴۰۰   | با حضور علی فرهنگی |        |
| زخم          | ۱۴۰۰   | با حضور حمید فرخ‌نژاد، بهرام افشاری، مهتاب کرامتی و امیرحسین آرمان                                                              |        |
| روزهای تاریک | ۱۴۰۰   | با حضور ترلان پروانه | [ ۷۰ ] |
| پرواز        | ۱۴۰۰   | | [ ۷۱ ] |
| جای تو خالیه | ۱۳۹۹   | |        |
| آینده        | ۱۳۹۹   | با حضور آویشان دوستی | [ ۷۲ ] |
| آتیش         | ۱۳۹۹   | | [ ۷۳ ] |
| مانکن        | ۱۳۹۹   | تکه‌هایی از سریال مانکن | [ ۷۴ ] |
| خرابش کردی   | ۱۳۹۹   | با حضور یکتا ناصر | [ ۷۵ ] |
| بی‌انتها      | ۱۳۹۸   | تکه‌هایی از سریال مانکن | [ ۷۶ ] |
| مرز          | ۱۳۹۸   | | [ ۷۷ ] |
| من به جهنم   | ۱۳۹۸   | | [ ۷۸ ] |
| مگه چی داری؟ | ۱۳۹۷   | | [ ۷۹ ] |
| بیمارشم      | ۱۳۹۷   | | [ ۸۰ ] |
| گوشی         | ۱۳۹۵   | | [ ۸۱ ] |
| تو چه باشی   | ۱۳۹۴   | | [ ۸۲ ] |
| ماه عسل      | ۱۳۹۲   | تیتراژ ابتدایی ماه عسل | [ ۸۳ ] |